# Ilhas Desertas
De Ilhas Desertas (Verlaten Eilanden) is een archipel van drie kleine onbewoonde eilanden van vulkanische oorsprong gelegen op zowat dertig kilometer voor de zuidoostkust van het eiland Madeira, vanwaar ze meestal goed zichtbaar zijn.
De eilanden die net als Madeira ontdekt werden door João Gonçalves Zarco in 1419, maken deel uit van de autonome regio Madeira.
De eilandengroep die van 1894 tot 1971 het privé bezit was van twee op Madeira gevestigde Engelse families, werden door Portugal gekocht en sedert 1995 door de Portugese overheid erkend als natuurreservaat.
De drie eilanden heten, van noord naar zuid:
- Ilhéu Chão, het kleinste van de drie en het dichtst bij Madeira gelegen
- Deserta Grande, met een lengte van 13,5 km bij 2,4 km het grootste eiland
- Bugio

De eilanden zijn alleen te bezoeken met een speciale toelating die in principe enkel verstrekt wordt aan wetenschappelijke onderzoekers.
De wetenschappelijke nederzetting bevindt zich ongeveer in het midden aan de westzijde van het Deserta Grande aan een natuurlijke haven.
Er is een permanente bewoning door enkele bewakers die instaan voor de bescherming van een van de laatste populaties van gewone monniksrobben (Monachus monachus) die in de talrijke aanwezige grotten een goede leefomgeving vinden.
Er is een verzorgingsmogelijkheid voor zieke of gewonde robben in de buurt van de bewakingspost.

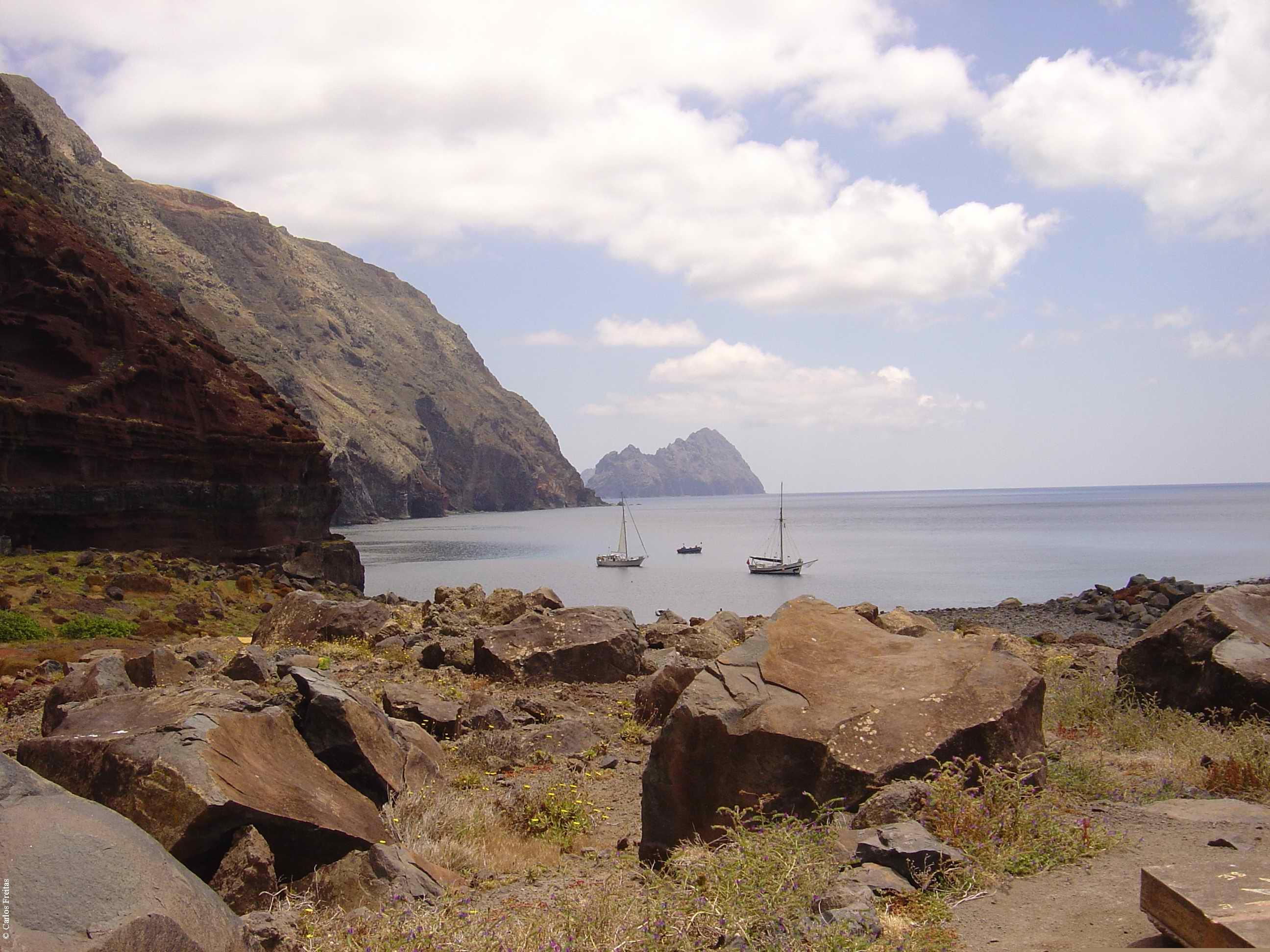
Deserta Grande
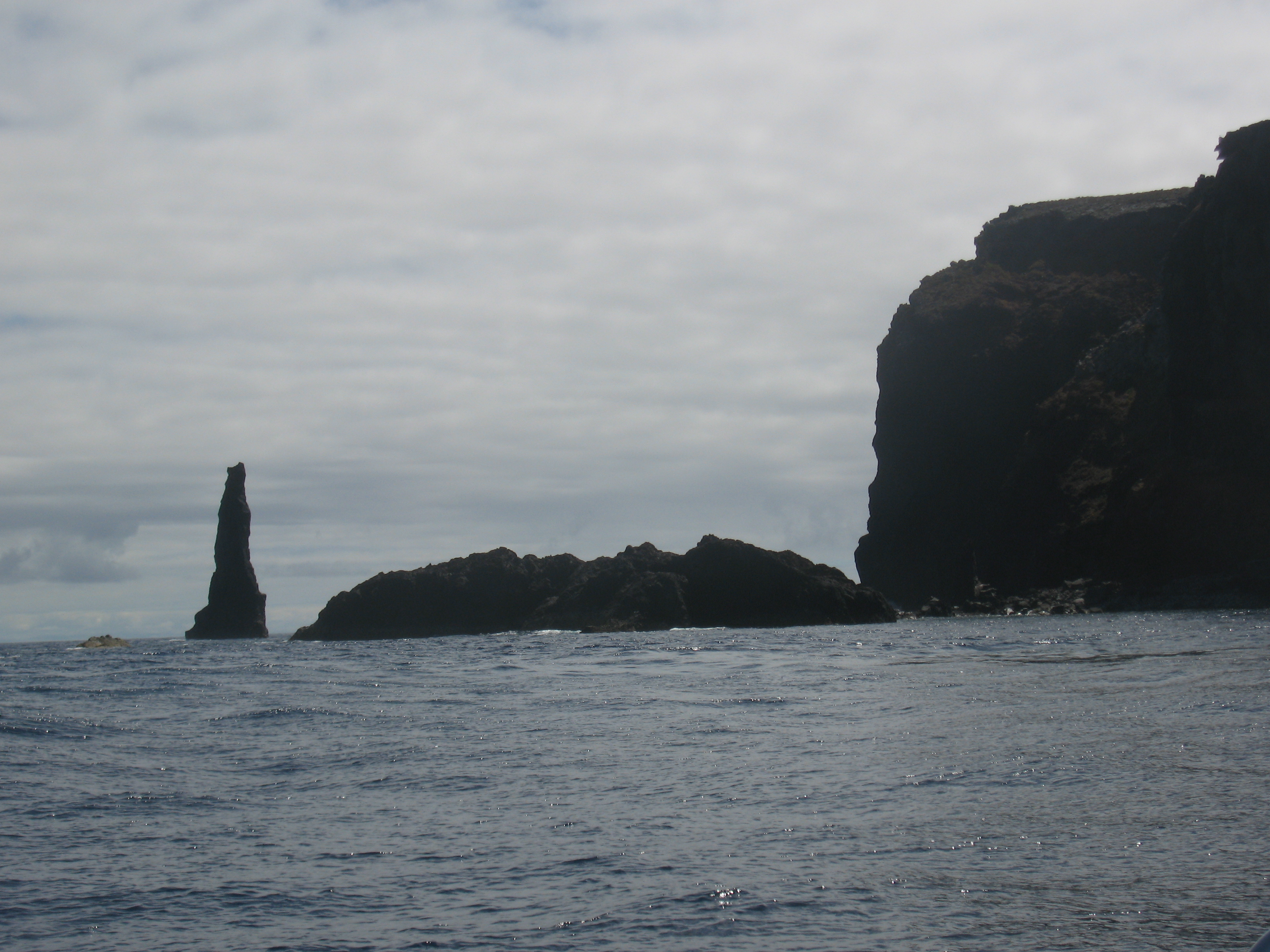
Ilhéu Chão - noordelijke eiland
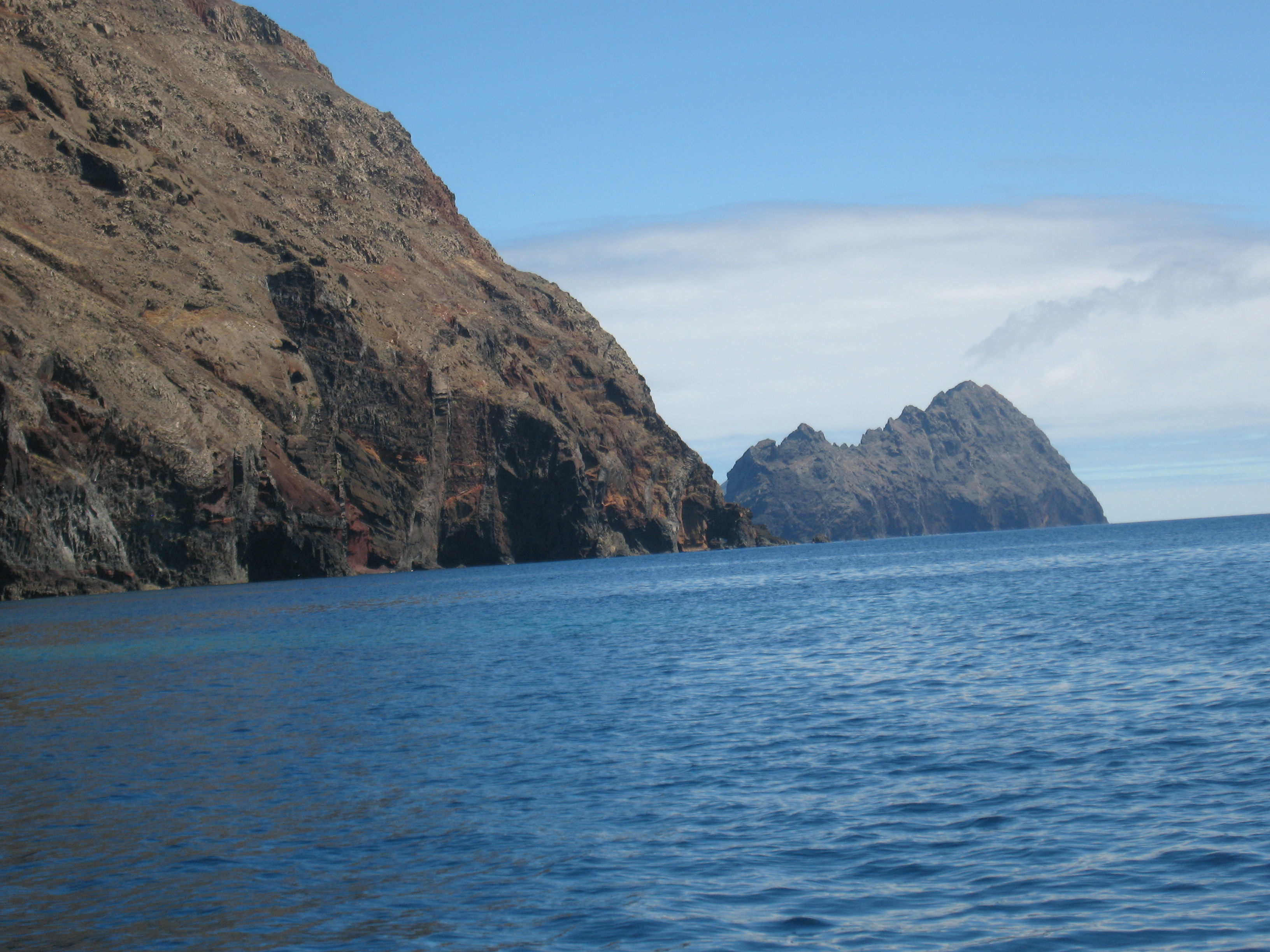
Bugio - zuidelijke eiland
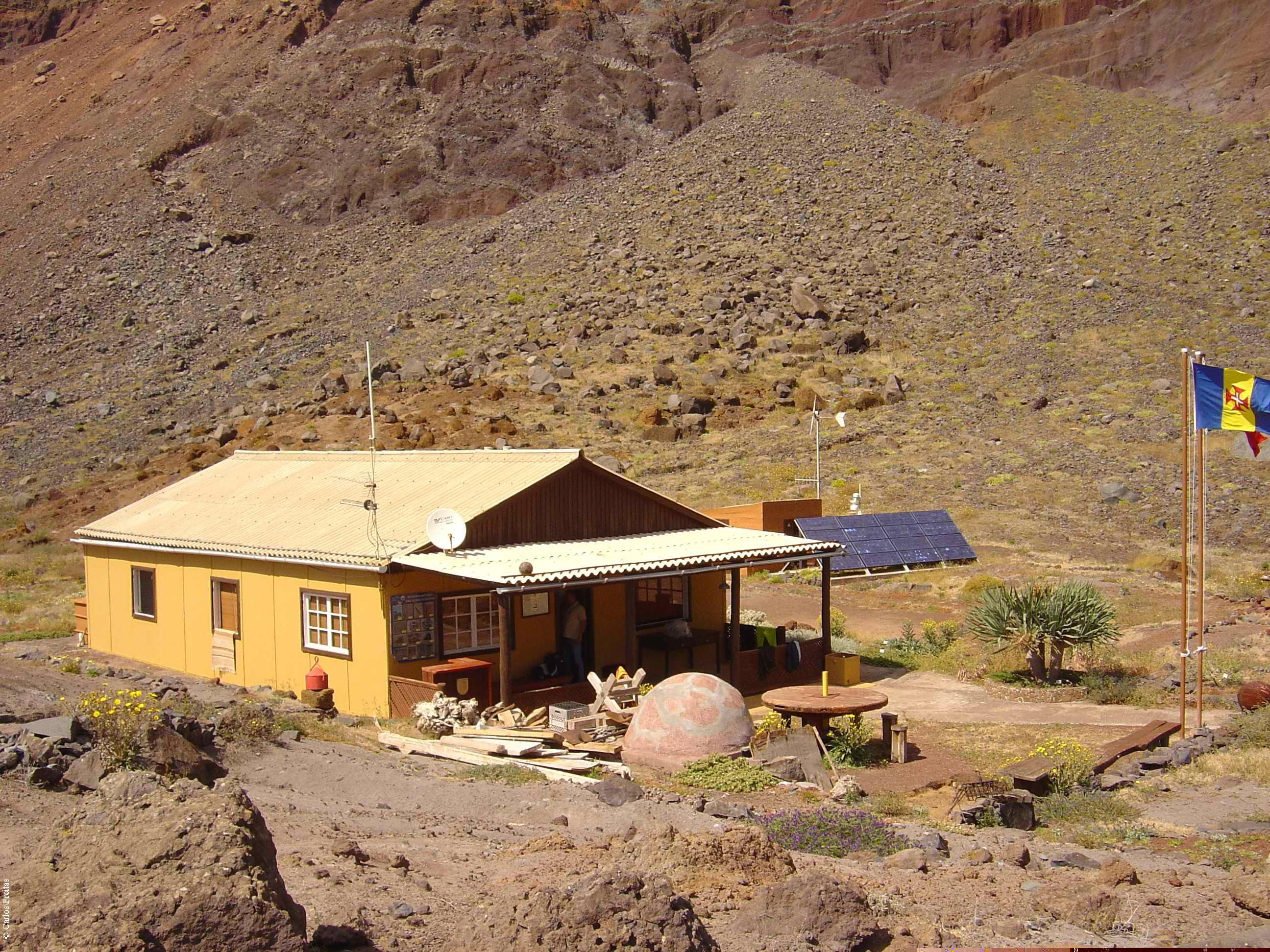
Verblijf van de eilandbewaker
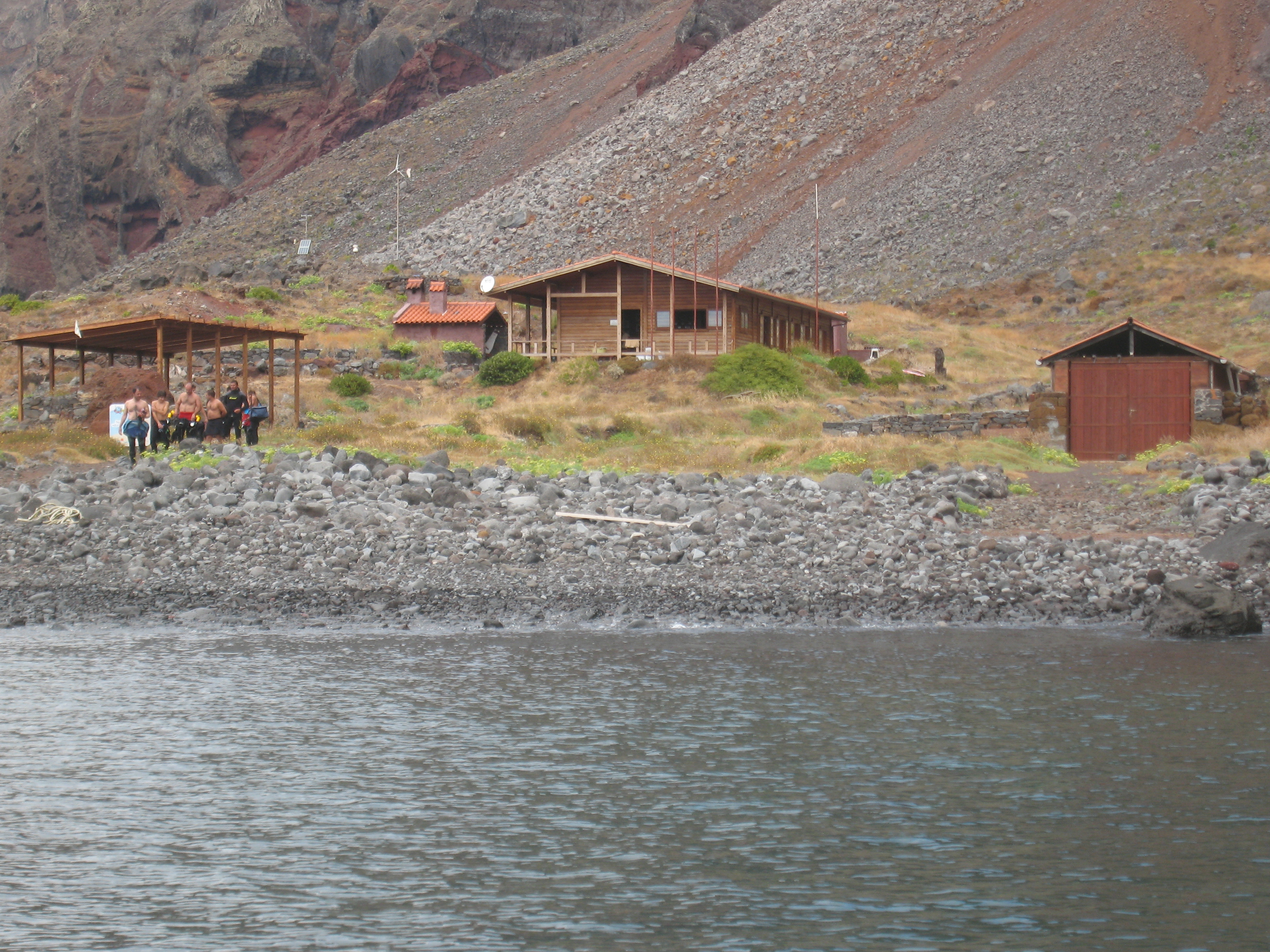
Wetenschappelijk station anno 2009

Deserta Grande · Bugio · Ilhéu Chão